# 蒙克里夫島

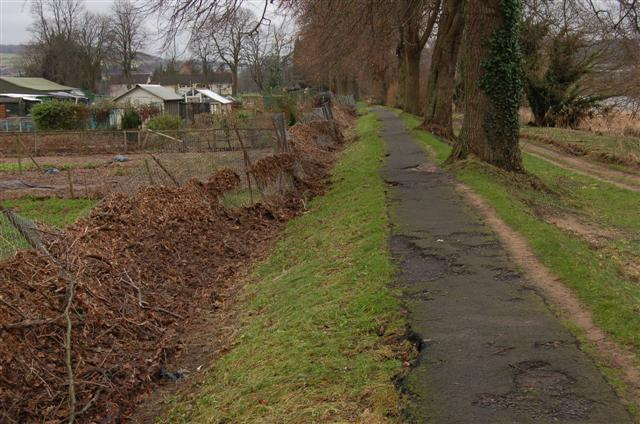

蒙克里夫島（英語：Moncreiffe Island）是蘇格蘭的島嶼，位於泰河，由珀斯-金羅斯負責管轄，面積0.46平方公里，最高點海拔高度5米，野生植物有歐洲沒藥和熊蔥，2001年人口僅3人。

## 外部連結
- Panorama （页面存档备份，存于）
- King James VI Golf Club （页面存档备份，存于）

56°22′55″N 3°25′23″W / 56.38194°N 3.42306°W